# Unione dei comuni Amiata Val d'Orcia
L'Unione dei comuni Amiata Val d'Orcia è un'unione di comuni della Toscana, in provincia di Siena, formata dai comuni di: Abbadia San Salvatore, Castiglione d'Orcia, Piancastagnaio, Radicofani e San Quirico d'Orcia.